# Hinter Gittern/Staffel 5
Dieser Artikel enthält alle Episoden der fünften Staffel der deutschen Fernsehserie Hinter Gittern, sortiert nach der Erstausstrahlung. Sie wurden vom 15. November 1999 bis zum 17. Juli 2000 auf dem deutschen Sender RTL gesendet.

## Episoden
| Nr. (ges.) | Nr. (St.) | Originaltitel       | Zusammenfassung | Erstausstrahlung D |
| ---------- | --------- | ------------------- | --- | ------------------ |
| 99         | 1         | Das Geständnis      | Anna gesteht den Mord an ihrem Mann und wird zu 8 Jahren Freiheitsstrafe verurteilt, die sie fortan in Reutlitz verbüßen muss. Mona sorgt für Vergünstigungen für ihre Tochter Jule. | 15. Nov. 1999      |
| 100        | 2         | Steiniger Weg       | Jutta ernennt Birgit als stellvertretende Anstaltsleiterin. Jutta muss erfahren, dass ihre Mutter an einem Gehirntumor leidet. Elisabeth verlangt von ihr, für ihre Pflege ihren Beruf an den Nagel zu hängen. Blondie wird eifersüchtig, als Dr. Stein Anna als Arzthelferin einstellt und beginnt eine Intrige. Elke versucht ihre krummen Geschäfte zu erweitern.                                                                                         | 22. Nov. 1999      |
| 101        | 3         | Unschuldig          | Blondie erhält Besuch von der Journalistin Bine Sanders, die ihren Fall neu aufrollen will. Dabei erfährt Blondie, dass ihre Schwester ihren Tod nur vorgetäuscht hat. Jutta kümmert sich um ihre todkranke Mutter. Nina erhält Besuchsverbot von Marlies, woraufhin sie entschließt ihrer Großmutter den Rücken zu kehren. | 6. Dez. 1999       |
| 102        | 4         | Böses Erwachen      | Die Lage um die Feindschaft um Walter und Elke gegen Mona spitzt sich zu. Als Mona Vera beauftragt, Walter zu töten, beginnt Jule die Seiten zu wechseln, warnt Walter und verrät enttäuscht ihre Mutter an Jutta. Mona wendet sich daraufhin von ihrer Tochter ab. | 13. Dez. 1999      |
| 103        | 5         | Kampf um Freiheit   | Doris versucht ihre Schwester dazu zu bringen, vor dem Gerichtstermin zu fliehen, um nicht belastet zu werden. Doch in letzter Sekunde erkennt Blondie Doris’ Durchtriebenheit und sagt vor Gericht aus. Sie wird daraufhin freigesprochen. | 20. Dez. 1999      |
| 104        | 6         | Verloren            | Eva Baal beginnt ihren Dienst in Reutlitz. Ilse bedauert, die Zelle fortan mit Conny teilen zu müssen. Lilly leidet unter dem Konflikt zwischen Anna und Jan. | 27. Dez. 1999      |
| 105        | 7         | Eingeschlossen      | Als Connys Fluchtversuch scheitert und sie im LKW eingeschlossen wird, wird Jule in Connys Flucht unfreiwillig miteinbezogen. Gefangen im LKW erleidet Conny einen Blinddarmdurchbruch und kann in letzter Sekunde gerettet werden. Jeanette und Dahnke nehmen in einem Chatraum Kontakt miteinander auf, ohne zu wissen, dass sie sich im realen Leben kennen.                                                                                              | 3. Jan. 2000       |
| 106        | 8         | Blind Date          | Horst und Jeanette müssen bei einem Treffen enttäuscht feststellen, wer hinter den Internetpseudonymen von beiden steckt. Walter macht Birgit mit ihren Kundgebungen, Eva Baal sei lesbisch, unsicher, als Eva sich Privat mit Birgit treffen will. Jutta ist am Ende ihrer Kräfte bei der Pflege um ihre Mutter. | 17. Jan. 2000      |
| 107        | 9         | Ihr letzter Wille   | Elisabeth will, dass ihre Tochter Sterbehilfe leistet. Jutta lehnt zunächst ab, träumt aber noch in der gleichen Nacht davon. Als Jutta ihre Mutter am nächsten Morgen leblos auffindet, geht sie zunächst davon aus, sie habe sie ermordet, die Gerichtsmedizin bestätigt dann allerdings, dass Elisabeth sich selbst mit Ameisengift umgebracht hat. | 24. Jan. 2000      |
| 108        | 10        | Monas Masche        | Dank Monas Kontakte sorgt diese dafür, dass Walter nach Prekow verlegt wird, doch dank Elke findet Walter passende Argumentationen gegen eine Verlegung. Sabine Sanders lässt sich in Reutlitz einliefern, um im Gefängnis eine Reportage zu beginnen. Doch Conny kommt hinter ihr Geheimnis und erpresst sie. Bei einer Auseinandersetzung wird Mona von Vera derart verletzt, dass sie ihr linkes Auge verliert.                                           | 31. Jan. 2000      |
| 109        | 11        | Saat der Gewalt     | Nachdem Jan dafür gesorgt hat, dass Anna ihre Stelle bei Christoph in der Krankenstation verliert, geht er erstmals einen Schritt auf seine Mutter zu und versteht ihr Handeln. Mona erträgt es nicht, wie eine behinderte behandelt zu werden. Eva Baal zeigt erstmals ihr wahres Ich und drangsaliert und missbraucht Conny mit sadistischen Methoden in der Gärtnerei.                                                                                    | 7. Feb. 2000       |
| 110        | 12        | Die Falle           | Sabine erfährt von Connys Misshandlungen und schießt Beweisfotos mit ihrer Kamera, die jedoch von Eva Baal gefunden wird. Diese schiebt ihr schließlich Drogen unter und sorgt dafür, dass die Fotos verschwinden und Sabine in den Bunker kommt. Mona leidet unter den Schikanen ihrer Mitgefangenen. | 14. Feb. 2000      |
| 111        | 13        | Engel in Reutlitz   | Ilse erfährt, dass Gregor wegen eines Jobangebotes Deutschland verlässt. Als sich zudem noch Jeanette als falscher Engel von Reutlitz ausgibt, ist Ilse am Boden verstört. Das Kind, das von Ilse gerettet wurde, entlarvt Jeanette jedoch als Hochstaplerin. Melanie Schmidt ist die neue Insassin, die sich gleich am ersten Tag mit Walter anlegt. | 21. Feb. 2000      |
| 112        | 14        | Am Abgrund          | Mona ist am Ende ihrer Kräfte und wird von allen Frauen gemobbt. Elke beginnt das Drogengeschäft in Reutlitz zu übernehmen. | 28. Feb. 2000      |
| 113        | 15        | Bines Albtraum      | Bine wird von Eva solange tyrannisiert, bis Bine beschließt, Eva gewinnen zu lassen und ihre Revision bei Gericht abzumelden. | 6. März 2000       |
| 114        | 16        | Kettenreaktion      | Elke lernt bei einem Freigang Annas Sohn Jan kennen. Es stellt sich heraus, dass Mel Susanne umgebracht hat, jedoch sind keine Beweise hierfür vorhanden. Walter kommt nach einem Angriff in den Bunker, sie bricht dort allerdings aus und will sich an Melanie rächen. Anna kann Schlimmstes verhindern, doch als Walter aufhört Mel umzubringen, wird Walter mit einem Messer attackiert. Sie schwebt in Lebensgefahr.                                    | 13. März 2000      |
| 115        | 17        | Die einzige Zeugin  | Anna wird von Mel unter Druck gesetzt. Doch Anna sagt gegen Mel aus und riskiert damit ihr Leben. Nach langen Stunden Ungewissheit über ihren Gesundheitszustand wacht Walter im Krankenhaus auf. Jan bemerkt, dass sein Flirt Elke Annas Zimmernachbarin in der JVA ist. | 20. März 2000      |
| 116        | 18        | Die Macht der Musik | Nach Jans CD-Spende an die JVA, kann er nun auch persönlichen Kontakt zu Elke aufnehmen. Beide „schweben auf Wolke Sieben“. Mona erfährt von Juttas Lottogewinn und will einen Heiratsschwindler auf sie hetzen. | 27. März 2000      |
| 117        | 19        | Gute Freunde        | Dieter nimmt Kontakt zu Jutta auf, da er von Mona beauftragt wurde, an Juttas Lottogewinn zu kommen. Elke und Jans Beziehung wird auf den Prüfstand gestellt. Olli taucht überraschenderweise wieder in Reutlitz auf. | 10. Apr. 2000      |
| 118        | 20        | Waterloo            | Pfarrer Ahrens beginnt nachzuforschen, warum Bine so plötzlich ihre Revision abgebrochen hat. Melanie kommt zum Entsetzen der Insassinnen zurück auf Station B. Bei einem Delegationsabend mit schwedischen Gästen führen die Frauen eine ABBA-Playbackshow auf. Conny nutzt den Menschentrubel, um zu flüchten, doch sie wird von Dr. Kaltenbach erkannt. Olli wird daraufhin ebenfalls wegen Fluchthilfe festgenommen und in das Männergefängnis gebracht. | 17. Apr. 2000      |
| 119        | 21        | Der letzte Ausweg   | Eva setzt Sabine unter Druck, Pfarrer Ahrens des Missbrauchs zu beschuldigen. Dies führt dazu, dass Sabine keinen weiteren Ausweg sieht, als sich das Leben zu nehmen; sie wird jedoch noch rechtzeitig von Pfarrer Ahrens entdeckt. Elke verbringt ihren Freigang mit Jan. | 8. Mai 2000        |
| 120        | 22        | Blind vor Liebe     | Als Anna fast zeitgleich erfährt, dass Elke mit Drogen handelt, sowie eine Beziehung mit ihrem Sohn Jan führt, will sie unter allen Umständen verhindern, dass Jan weiterhin Kontakt mit Elke hat. Sie verrät Elke an Jutta, so dass zwar nicht Elkes Drogen, jedoch Elkes Handy gefunden wird. Zur Strafe bekommt Elke Ausgangssperre. Jan nimmt dies seiner Mutter sehr übel.                                                                              | 15. Mai 2000       |
| 121        | 23        | Geld oder Liebe     | Jutta erfährt von der Lüge, die Dieter ihr zusammen mit Mona vorgespielt hat. Walter kommt zurück auf Station und wirkt zunächst wie eine veränderte Persönlichkeit. Als Dr. Stein eine neue Ärztin für das praktische Jahr einstellt, trifft Jule auf ihre Jugendliebe Nadja. | 22. Mai 2000       |
| 122        | 24        | Wer einmal Lügt     | Mona erfährt von Jules Beziehung zu Nadja und will dies für ihre Geldbelange selbstsüchtig ausnutzen. Mutz versucht Bine bei einem Fluchtversuch zu helfen, als sie dabei von Eva Baal entdeckt wird, versucht Bine ihr zu helfen, dabei verletzt sich Mutz jedoch schwer. | 19. Juni 2000      |
| 123        | 25        | Das letzte Opfer    | Mutz wird nach ihrem Unfall in ein Altenheim verlegt. Der Abschied von der Dienstältesten fällt den Insassinnen schwer. Conny und Bine starten einen Mordversuch auf Eva Baal. Als Eva dahinterkommt, will sie Bine wieder bestrafen. Als Bine sich wehrt, bricht ein Feuer in der JVA aus. Pfarrer Ahrens rettet die bewusstlose Baal aus der Zelle, erliegt daraufhin jedoch den Flammen und stirbt.                                                       | 26. Juni 2000      |
| 124        | 26        | Evas Wahrheit       | Noch bevor Bine gegen Eva aussagen kann, entführt Eva Bine in die Freiheit und lässt es wie eine Flucht erscheinen. Während der Entführung erfährt Bine, warum Eva sadistische Neigungen hat. Schließlich flieht Bine per Anhalterin nach Frankreich. Tom Weber schafft es, Jutta zu überzeugen, ihn als neuen Schließer einzustellen. Mona kommt aus dem Krankenhaus mit einem täuschend echten Glasauge.                                                   | 17. Juli 2000      |

## Besetzung
Die Besetzung von Hinter Gittern trat in der fünften Staffel folgendermaßen in Erscheinung:

### Insassinnen
| Rollenname                   | Schauspieler        | Folgen                                      | Anzahl    | Bemerkungen und Rollenentwicklung in Staffel 5 |
| ---------------------------- | ------------------- | ------------------------------------------- | --------- | --- |
| Agnes Herrmann               | Dagmar Bertram      | 99–124                                      | 26 Folgen | Kleinrolle |
| Christine „Walter“ Walter    | Katy Karrenbauer    | 99–116, 121–124                             | 22 Folgen | Rädelsführerin in der JVA, wird von Mel attackiert und schwebt vorübergehend in Lebensgefahr. |
| Tina Stein                   | Martina Baumann     | 99–110, 115–124                             | 22 Folgen | Kleinrolle |
| Julia „Jule“ Neumann         | Anke Rähm           | 99–100, 102, 104–112, 115–124               | 22 Folgen | Tochter von Mona; trifft ihre Jugendliebe Nadja wieder. Freundet sich mit Conny an |
| Elke Meier                   | Monika Guthmann     | 99–100, 102–108, 111–122                    | 21 Folgen | Startet krumme Geschäfte in Reutlitz. Verliebt sich in Annas Sohn Jan. |
| Cornelia „Conny“ Starck      | Kristin Lenhardt    | 99–112, 117–120, 123–124                    | 20 Folgen | Freundin von Oli; wird von Eva Baal misshandelt und startet weitere Fluchtversuche. Freundet sich im Laufe der Staffel mit Jule an.                                                                      |
| Anna Talberg                 | Bettina Kramer      | 99–104, 108–110, 113–122                    | 19 Folgen | Mutter von Jan und Lilli. Sitzt wegen des Mordes an ihrem Ehemann in Haft. |
| Mona Suttner                 | Anja Beatrice Kaul  | 99–100, 102, 107–112, 115–122, 124          | 18 Folgen | Verliert ihr Auge, leidet unter den Schikanen ihrer Mitinsassinnen. |
| Jeanette Bergdorfer          | Christine Schuberth | 102–112, 115–118, 123–124                   | 17 Folgen | Reinigungskraft in der JVA. |
| Ilse Wünsche geb. Brahms     | Christiane Reiff    | 101–104, 109–114, 117–118, 121–124          | 16 Folgen | Küchenhilfe in der JVA. Ehefrau von Gregor Wünsche. |
| Ursula „Uschi“ König         | Barbara Freier      | 101–102, 105–106, 109–116, 119–120, 123–124 | 16 Folgen | zieht zum Ende der Staffel mit Walter in eine Zelle und wird deren beste Freundin. |
| Sabine „Bine“ Sanders        | Anette Hellwig      | 101–103, 108–110, 113–114, 117–120, 122–124 | 15 Folgen | Journalistin. Kämpft anfangs für die Unschuld von Blondie. Lässt sich einliefern, um undercover zu recherchieren. Wird von Eva sadistisch misshandelt. Flieht gegen ihren Willen in Richtung Frankreich. |
| Margarethe „Mutz“ Korsch     | Brigitte Renner     | 102, 105, 107, 109–110, 113, 117–123        | 13 Folgen | Dienstälteste Insassin in der JVA. Wird nach einem Unfall mit Bine aufgrund ihrer beschränkten Haftfähigkeit in ein Altersheim nach Bad Hersfeld verlegt.                                                |
| Melanie „Mel“ Schmidt        | Sigrid Schnückel    | 111–115, 118–124                            | 12 Folgen | Mörderin von Susanne. |
| Barbara „Blondie“ Koschinski | Victoria Madincea   | 99–103                                      | 5 Folgen  | Wird nach erwiesener Unschuld entlassen. |
| Vera Eichholz                | Maria Schuster      | 102, 107–108, 112, 121                      | 5 Folgen  | Drogensüchtige. Sticht Mona ihr Auge aus. |

### Gefängnispersonal
| Rollenname                   | Schauspieler      | Folgen                                     | Anzahl    | Bemerkungen und Rollenentwicklung in Staffel 5                                                          |
| ---------------------------- | ----------------- | ------------------------------------------ | --------- | --- |
| Birgit Schnoor               | Uta Prelle        | 99–116, 118, 121–124                       | 23 Folgen | Stationsleiterin und stellvertretende Anstaltsleiterin.                                                 |
| Jutta Elisabeth Adler        | Claudia Loerding  | 99–108, 113–124                            | 22 Folgen | Anstaltsleiterin, verliert ihre Mutter und wird von einem Heiratsschwindler betrogen.                   |
| Dr. Christoph Columbus Stein | Atto Suttarp      | 99–101, 103–105, 108–112, 115–116, 118–123 | 19 Folgen | Anstaltsarzt; trifft in der Haftanstalt auf seine gute Freundin Anna.                                   |
| Horst Dahnke                 | Thomas Engel      | 99–100, 105–116, 119–123                   | 19 Folgen | Schließer.                                                                                              |
| Eva Baal                     | Karen Böhne       | 104–114, 117–124                           | 19 Folgen | Sadistische Schließerin; misshandelt Conny und Bine.                                                    |
| Peter Kittler                | Egon Hofmann      | 99–102, 105, 107–112, 115–118, 122–124     | 18 Folgen | Schließer.                                                                                              |
| Sybille „Möhrchen“ Mohr      | Heidi Weigelt     | 99–101, 105–108, 115–118, 120–124          | 16 Folgen | Sekretärin der Anstaltsleitung.                                                                         |
| Maximilian Ahrens †          | Franz Mey         | 105–108, 111–112, 115–119, 122–123         | 13 Folgen | Anstaltspfarrer; stirbt bei einem Feuer in der JVA, als er Eva Baal aus Bines Zelle retten wollte.      |
| Dr. Evelyn Kaltenbach        | Franziska Matthus | 99, 111, 118                               | 3 Folgen  | Frühere Anstaltsleiterin; arbeitet im Justizministerium. Kommt zu verschiedenen Anlässen nach Reutlitz. |
| Dr. Nadja Feldmann           | Yvonne Burbach    | 121–122                                    | 2 Folgen  | Ärztin auf der Krankenstation im praktischen Jahr. Jugendfreundin von Jule.                             |
| Tom Weber                    | Marcus Grüsser    | 123–124                                    | 2 Folgen  | Aushelfender Anstaltskoch, später Schließer in der JVA.                                                 |
| Leo Meinecke                 | Joey Zimmermann   | 101                                        | 1 Folge   | Anstaltskoch, wird später von Tom Weber vertreten.                                                      |

### Angehörige
| Rollenname             | Schauspieler          | Folgen                                 | Anzahl    | Bemerkungen und Rollenentwicklung in Staffel 5 |
| ---------------------- | --------------------- | -------------------------------------- | --------- | --- |
| Jan Talberg            | Benjamin Quaiser      | 99, 103–104, 109–110, 114–117, 119–120 | 11 Folgen | Sohn von Anna. Bruder von Lilli. Freund von Elke. |
| Lilli Talberg          | Anna Herrmann         | 99, 103–104, 109, 114–116              | 7 Folgen  | Tochter von Anna. Schwester von Jan. |
| Elisabeth Adler †      | Hannelore Minkus      | 99–101, 105–107                        | 6 Folgen  | Mutter von Jutta; bekommt Krebs und nimmt sich aufgrund ihrer Schmerzen mit Ameisengift das Leben.                                                          |
| Gerhard „Gina“ Röderer | Dieter Rita Scholl    | 100, 112, 114–116, 119                 | 6 Folgen  | Transvestit; gute Freundin von Elke. |
| Nina Teubner           | Marie-Ernestine Worch | 101, 103, 113–116                      | 6 Folgen  | Bangt um das Leben von Walter. |
| Dieter Windisch        | Horst Kotterba        | 116–117, 120–122                       | 5 Folgen  | Guter Freund von Mona. Heiratsschwindler, der beauftragt wird, an das Geld von Juttas Lottogewinn zu kommen.                                                |
| Kommissar Feldmann     | Peter Zintner         | 102, 114–115                           | 3 Folgen  | Kriminalkommissar. |
| Dr. Gregor Wünsche     | Santiago Ziesmer      | 110, 111                               | 2 Folgen  | Ehemann von Ilse. Zieht ins Ausland. |
| Oliver Papnitz         | Eric Benz             | 117–118                                | 2 Folgen  | 2. Darsteller der Rolle Neffe von Jutta; Freund von Conny; wird bei einer Fluchthilfe von Conny festgenommen und kommt in die Männer-JVA.                   |
| Marlies Teubner        | Imke Barnstedt        | 101                                    | 1 Folge   | Großmutter von Nina. |
| Susanne Teubner †      | Cheryl Shepard        | 114                                    | 1 Folge   | Ehemalige Insassin und Ex-Freundin von Walter. Taucht in einer Erinnerung von Nina auf, die den Zeitpunkt zeigt, wann und von wem Susanne erschossen wurde. |

### Todesfälle der Staffel
| Folge | Person            | Art des Todes | Handlung |
| ----- | ----------------- | ------------- | --- |
| 107   | Elisabeth Adler   | Suizid        | Als Elisabeth die Schmerzen des Gehirntumors nicht weiter ertragen kann, nimmt sie Ameisengift zu sich, um zu sterben.                                   |
| 123   | Maximilian Ahrens | Feuer         | Als ein Feuer in Bines Zelle ausbricht, rettet Pfarrer Ahrens Eva aus Bines Zelle, dort wird er jedoch eingeschlossen und verbrennt bei lebendigem Leib. |